# فن المناظر الطبيعية الجوية
يشمل فن المناظر الطبيعية الجوية اللوحات والفنون البصرية الأخرى التي تصور أو تستحضر مظهر المناظر الطبيعية من منظور علوي -عادة من مسافة كبيرة- يمكن رؤيتها 
من طائرة أو مركبة فضائية. لا يعتمد هذا الفن على المراقبة المباشرة دائمًا، بل على التصوير الجوي أحيانًا، أو على الخرائط التي أنشِئت باستخدام صور الأقمار الصناعية. كان وجود هذا النوع من الفن نادرًا قبل القرن العشرين، وتزامن تطوره الحديث مع ظهور النقل البشري، الذي سمح بإطلالات علوية فعلية على المناظر الطبيعية الواسعة.

تصوير فني لمنظر طبيعي من الجو: جين فرانك (جين شينثال فرانك ، 1918-1986)، سلسلة جوية: الحقول المحروثة، ماريلاند، 1974، أكريليك ومواد مختلطة على قماش مزدوج بفتحة، 52 × 48

المناظر الطبيعية الجوية هي الأراضي كما تُرى من السماء. أولى صور المناظر الطبيعية الجوية هي الخرائط، أو الأعمال الفنية التي تشبه الخرائط إلى حد ما، التي تُظهر منظرًا طبيعيًا من وجهة نظر عين طائر تخيلية. مثلًا، أنشأ السكان الأصليون الأستراليون، بدءًا من العصور القديمة جدًا، مناظر طبيعية «للبلاد» (مناظر طبيعية جوية تصور بلادهم)، وتُظهر مسارات حفر الري والمواقع المقدسة. قبل السفر الجوي بقرون، طور الأوروبيون خرائط لقارات بأكملها وحتى للكرة الأرضية نفسها، كل ذلك من منظور جوي تخيلي، بمساعدة الحسابات الرياضية المستمدة من الدراسات الاستقصائية ومعرفة العلاقات الفلكية.
كانت هنالك أعمال فنية غربية أخرى تعود إلى ما قبل القرن العشرين تصور بلدة أو منطقة واحدة بطريقة تقترب من المناظر الطبيعية الجوية الحقيقية، وتظهر البلدة أو المدينة بصورة تقريبية لما تكون عليه من الأعلى. غالبًا، تستخدم مناظر المدن الجوية التي تشبه الخرائط نوعًا من المنظور المختلط؛ المنظور العام كان شبه جوي (يظهر ترتيب الصورة كما لو شوهدت من الأعلى مباشرةً)، ولكن صورت المعالم ذات الأهمية (مثل الكنائس أو المباني الكبرى الأخرى) أكبر من المقياس، وبمنظور شخص يقف على الأرض. الغرض الوظيفي من رسم هذه المعالم بهذه الطريقة لوجوب تميزها من قبل المشاهد، وبالتالي، إخفاق الحصول على منظر علوي واقعي. شجع ظهور رحلة المنطاد في القرن التاسع عشر على تطوير مناظر طبيعية جوية أكثر واقعية، إذ بدأ الطيارون الرواد الأوائل في معرفة كيف تبدو المناظر الطبيعية والمباني حقًا عند مشاهدتها من أعلى مباشرة.

## التجريد الحداثي والمناظر الطبيعية الجوية
وصف الفنان كازيمير ماليفيتش 1878-1935، الذي كتب عن جماليات وفلسفة الفن الحديث على نطاق واسع، المناظر الطبيعية الجوية (خاصةً «منظر عين الطائر»، بالنظر إلى الأسفل مباشرة، بدلاً من الزاوية المائلة) بأنها -حقيقة- نموذج جديد ومتطرف في فن القرن العشرين. في رأيه، يعد السفر الجوي، وبصفة أكثر تحديدًا، التصوير الجوي أحدث تغيير واسع في الوعي، وقد كان المستقبليون الإيطاليون مفتونين بالمناظر الجوية للمناظر الطبيعية.
على عكس المناظر الطبيعية التقليدية، لا تتضمن المناظر الطبيعية الجوية أي منظر للأفق أو السماء غالبًا، ولا يوجد في مثل هذه الحالات امتداد في الصورة إلى مسافة غير محدودة.
إضافةً إلى ذلك، هنالك صلة قرابة طبيعية بين رسم المناظر الطبيعية الجوية والرسم التجريدي، ليس فقط لأنه يصعب أحيانًا التعرف على الأشياء المألوفة عند عرضها من الجو، ولكن بسبب عدم وجود اتجاه طبيعي (نحو الأعلى أو الأسفل) في اللوحة. غالبًا ما يبدو، كما هو الحال في العمل التعبيري التجريدي، أن اللوحة قد تُعلق رأسًا على عقب أو جانبيًا. علاوة على ذلك، وكما في لوحة جاكسون بولوك أو مارك توبي، غالبًا يكون لمثل هذه الصور توزيع «شامل» للمصالح يتحدى أي محاولة لاتخاذ قرار بشأن اتجاه أو نقطة محورية صحيحة.
إضافة إلى ماليفيتش، أنتج العديد من الفنانين المحدثين والمعاصرين أعمالًا مستوحاة من المناظر الجوية للمناظر الطبيعية، متضمنةً جورجيا أوكيف، وسوزان كريل، وجين فرانك، وريتشارد ديبنكورن، وإيفون جاكيت، ونانسي جريفز.

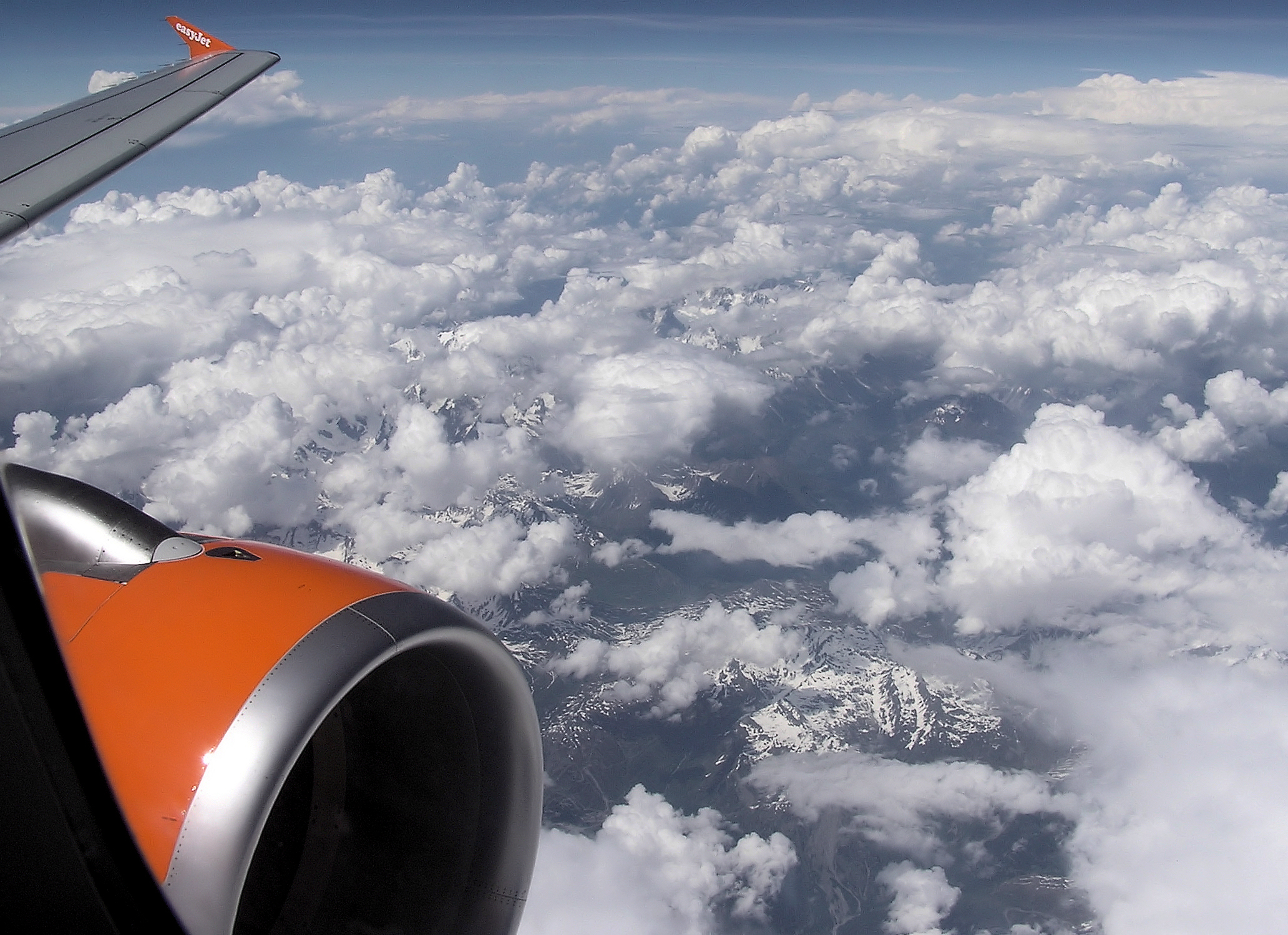
منظر من طائرة على ارتفاع 35000 قدم يمكن استخدامه أساسًا لرسم سحاب جوي.

## حالة خاصة: المنظر السحاب الجوي
تعد المناظر الجوية السحابية التي رسمتها جورجيا أوكيف في الستينيات والسبعينيات حالة خاصة. فكثير منها ليست مناظر طبيعية على الإطلاق، لأنها لا تظهر أي أرض. إنها تظهر صورًا لغيوم تُرى من الأعلى، معلقة في السماء الزرقاء، مع عدم رؤية الأرض في أي مكان؛ وهو منظر الغيوم بزاوية سفلية وجانبية من نافذة طائرة. تصور هذه اللوحات نوعًا من «الأفق الزائف»، الذي لا يتشكل حيث تلتقي الأرض بالسماء، ولكن حيث تلتقي الطبقة المعلقة من السحب (الأرض الزائفة) بالسماء العلوية الفارغة.
خلال هذه الفترة، أنتجت أوكيف أيضًا بعض اللوحات الجوية السحابية، التي يمكن اعتبارها لوحات مناظر جوية حقيقية لأنها تتضمن منظرًا للأرض أسفل الغيوم. مثال على ذلك كانت لوحة أزرق وأخضر (1960)، وتُظهر منظرًا للأرض يُرى من الأعلى عبر طبقة رقيقة من السحب، وتجمع بين المناظر الطبيعية الجوية وأنواع السحب الجوية.

## فنانون بارزون
سوزان كريل
يان آرثوس برتراند
توليو كرالي
ريتشارد ديبنكورن
جين فرانك
نانسي جريفز
أندرياس جورسكي
ايفون جاكيت
كازيمير ماليفيتش
جورجيا أوكيفي
دون رايشرت
نيكولاس شيلر
إيفرت وارنر